# Each Uisge

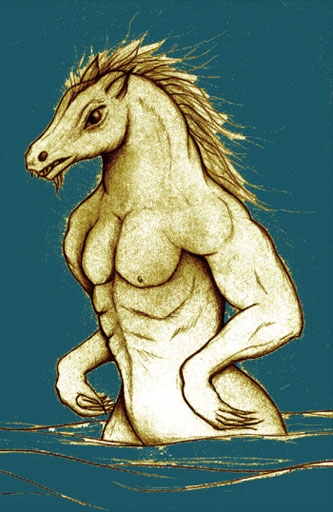
Représentation d'un each uisge

Un each uisge (en gaélique écossais), each uisce (en irlandais), aughisky (en anglais d'Irlande) ou kelpie (en scots) est un cheval fantastique métamorphe issus du folklore écossais et irlandais, en particulier celte et gaélique. Il vit dans la mer et les lochs, et est réputé très dangereux par son habitude de séduire les humains pour les pousser à les chevaucher pour ensuite les noyer, puis les dévorer.

## Mentions et étymologies
Each uisge est un nom masculin composé de deux noms, qui signifie littéralement « cheval d'eau » en gaélique écossais et se prononce [ɛχˈuʃcɪ]). Employé comme nom propre, par exemple lorsqu'on s'adresse à lui, il prend une majuscule.

## Description
Il s'agit d'un esprit maléfique écossais de la mer et des lochs. Il est similaire au kelpie mais nettement plus dangereux, il est en effet considéré comme la créature marine la plus dangereuse d'Écosse.
Dans la plupart des récits, l'each uisge est noir bien que dans d'autres, il soit décrit comme blanc. Cette créature peut prendre l'apparence d'un cheval, d'un poney ou d'un homme. Sous sa forme humaine, il est très élégant et courtise les demoiselles qui ne peuvent le reconnaître qu'aux élodées dans ses cheveux. Sous sa forme chevaline, généralement celle d'un très beau cheval ou poney, l'each uisge leurre les humains pour les inciter à monter sur son dos. Aussi longtemps que l'animal est sur la terre, il reste inoffensif, mais la moindre vision ou odeur d'eau signifie la fin du cavalier : la peau de l'each uisge est adhésive et il est impossible de s'en décoller une fois qu'on le chevauche. Il transporte alors son innocente victime dans l'eau pour l'isoler et la noyer. Lorsque le cavalier est mort, il est tiré de l'eau puis entièrement dévoré, foie excepté. Un foie flottant à la surface de l'eau est la preuve que l'each uisge a fait une victime.
La seule manière de contraindre un each uisge à obéir — et par là même à le rendre inoffensif — est de voler la bride, généralement noire, qu'il porte. Mais le sort veut que quelqu'un, souvent l'enfant de celui qui a capturé le cheval, rende sans le vouloir cette bride à l'each uisge, entraînant une vengeance immédiate.

### Mentions dans les contes
Un conte écossais raconte l'histoire de neuf enfants attirés par un each uisge qui les charmait et les poussait à le chevaucher tandis que le dixième gardait prudemment ses distances. L'animal le poursuivit en tentant de l'attraper mais l'enfant parvint à s'échapper. Une variante de cette histoire mentionne que l'enfant donna un coup sur le nez de l'animal pour le repousser, mais que son doigt y resta collé. Il sortit un couteau de sa poche et découpa son propre doigt pour se sauver. Il ne put rien faire pour les neuf autres enfants car une fois que les victimes ont enfourché cet animal, sa peau adhère et ils ne peuvent plus en descendre. Les neuf victimes tombèrent dans le piège et furent toutes emmenées jusqu'à une rivière où elles furent noyées et dévorées à l'exception du cœur ou du foie.
En plus des victimes humaines, les bovins et les ovins sont souvent les proies de l'each uisge. Il peut être attiré hors de l'eau par l'odeur de la viande rôtie. Une histoire de McKay's dans les More West Highland Tales raconte ceci :

« Un forgeron de Raasay perdit sa fille à cause d'un Each Uisge, mais lui et son fils se cachèrent dans une forge où ils créèrent une série de grands crochets. Ils firent rôtir un mouton en le chauffant jusqu'à ce que les crochets soient incandescents. Un grand brouillard se leva de l'eau non loin, l'Each Uisge sortit des profondeurs et se saisit du mouton. Le forgeron et son fils en profitèrent pour éperonner la créature avec les crochets rougis qui s'enfoncèrent dans sa chair. Après une courte lutte, le cheval cessa de bouger. Dans la matinée, il ne restait plus rien de la créature en dehors d'une substance semblable à de la gelée. »

Parmi les sept histoires du film gaélique Seachd (2007), celle de Sìleas raconte la rencontre du personnage avec un each uisge.

## Interprétation
Les chevaux ondins semblent tous liés à l'ancien culte de l'eau transmis dans les contes et légendes populaires, comme tous les esprits de l'eau de manière générale. La large diffusion de ces contes et les similitudes entre les différents esprits des eaux accrédite cette thèse. L'eau est par nature dualiste et nos ancêtres savaient qu'elle pouvait donner la vie comme la mort, cette double nature transparaît dans tous les contes et légendes mettant en scène des esprits des eaux.
Une autre origine possible serait de véritables rencontres avec des créatures aquatiques dans des logements isolés proches des grands lacs durant la nuit, qui auraient donné lieu à des interprétations magiques.